# Angiolo Paoli
Bienheureux Angiolo Paoli (né en 1642 à Argigliano et mort le 20 janvier 1720 à Rome) entre au Carmel au couvent de Sienne. À Florence il commence à s'investir pour les pauvres. Il devient prêtre et il est appelé à Rome. Il poursuit et développe son action dans les hôpitaux, distribue de l'argent et de la nourriture aux pauvres, fonde un hospice pour les malades convalescents. Il refuse de devenir cardinal, travail à la préservation du Colisée de Rome et meurt le 20 janvier 1720. Il est béatifié le 25 avril 2010.

## Biographie

### Entrée au Carmel
François Paoli est né en 1642, à Argigliano, une frazione de la commune de Casola in Lunigiana, dans l'actuelle province de Massa-Carrara en Toscane, alors dans le Grand-duché de Toscane. Il entre au Carmel avec son frère Thomas. Tous deux revêtirent à Sienne l'habit de l'Ordre, le 1er décembre 1660, et François change son nom pour celui d'Angiolo. Il ne sera plus connu que sous le nom de Angiolo Paoli. Il poursuit sa formation dans les couvents de Pise et de Florence. Il est ordonné prêtre et le 7 janvier 1667, il célèbre sa première messe à Florence.
Nommé maître des novices à Florence, il réussit à convaincre bon nombre d'entre eux de se priver d'une partie de leurs repas pour l'apporter aux pauvres. 
Il inscrit au programme du noviciat des visites fréquentes à l'hôpital Santa Maria Nuova pour que les novices découvrent le visage du Christ en tout être souffrant et indigent. Il demande également à ses novices de donner aux pauvres une partie de leur repas. À Empoli, il assume la charge d'une paroisse. II distribue en aumônes tout ce qu'il a. Quand son activité pastorale lui laisse un peu de temps, il se retire dans une grotte ne se nourrissant que de pain et un peu de verdure.
Le père Paoli fait de nombreux déplacements à Sienne, Montecatini, Pise et Fivizzano. En 1687, il est appelé à Rome. Le Prieur Général, ayant entendu parler de sa vie, souhaitait le faire venir dans le couvent de Saint-Martin-aux-Monts. Il part de son monastère à pieds et sans ressources, et après plusieurs jours de voyage, il arrive finalement à Rome, accueilli avec une grande joie par le prieur Général et par les autres frères.
Sa première charge est celle de maître des novices. Pendant les moments de liberté, il va prier au sanctuaire de la Scala Santa. Un jour, en sortant de ce sanctuaire, il s'attarde à regarder l'Hôpital Saint Jean. Il revint immédiatement au couvent et demande la permission au prieur de se dévouer pour ces malades. Il ne se passa alors plus un jour sans que le frère Angiolo ne se rende aux deux hôpitaux Saint Jean (un pour les hommes et l'autre pour les femmes).

### Le Père des pauvres

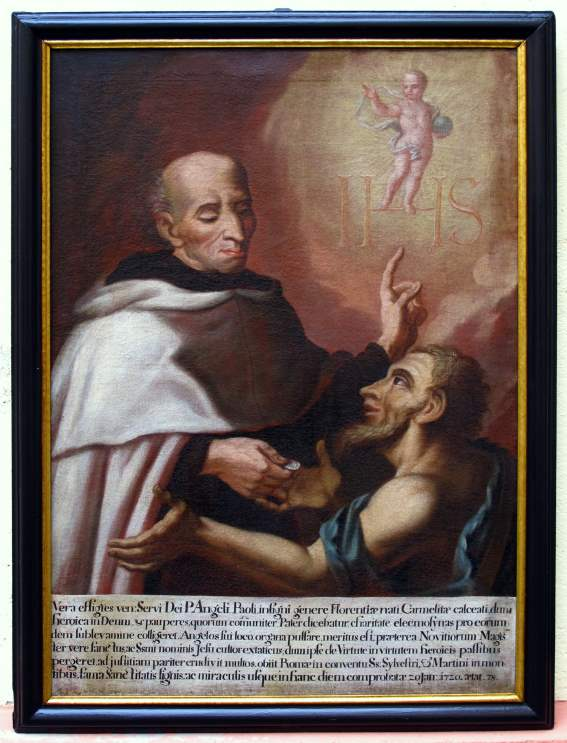
Père Angiolo Paoli, Huile sur toile, 18e Couvent de carmélites de Straubing

Parfois, il arrivait à l'hôpital accompagné de musiciens et de chanteurs pour remonter un peu le moral aux malades.
Ainsi, Frère Charité, le Père des pauvres, comme désormais tout le monde l'appelait, se donne lui-même aux autres. Sa charité s'étend aussi aux pauvres qui se pressent à l'entrée du couvent Saint-Martin-aux-Monts. Il distribue à tous du minestrone, du pain, du vin, des fruits... On relate également plusieurs miracles :
- Un jour les pauvres étaient très nombreux et il disposait seulement d'un peu de minestrone et d'une cinquantaine de pains. Faisant confiance à la Divine Providence, il commença à distribuer les vivres. Et, à la stupeur générale, tous eurent une abondante ration.
- Un autre jour, il sortit du couvent avec seulement deux pains dans la manche de sa tunique. Il put cependant distribuer du pain à tous les pauvres qu'il rencontra.

Le Père Angiolo, en fait, comme il le disait lui-même, s'approvisionnait "à la boulangerie de la Providence".
Les papes Innocent XII puis Clément XI lui ont proposé de devenir cardinal, mais lui a toujours refusé énergiquement, répondant que cela pourrait faire du tort aux pauvres que je ne pourrais plus aider.
Au cours de ses visites à l'hôpital, il avait constaté que les malades, surtout les plus pauvres, à la fin de leur convalescence erraient dans la ville encore faibles et sans être complètement guéris. Et, comme il fallait s'y attendre, ils retombaient malades. Frère Angiolo essayait de les aider en les mettant en pension dans des familles, mais les malades étaient très nombreux.
Il décide alors de construire un "hospice" pour convalescents où ils pourraient rester jusqu'à ce qu'ils soient tout à fait rétablis. Ainsi, malgré de multiples difficultés et l'incrédulité d'un grand nombre de personnes, l'hospice fut bâti entre le Colisée et la basilique Saint Jean du Latran. À l'intérieur, se trouvait une chapelle avec un petit orgue. À l'inauguration du nouvel hospice, le Père Angiolo se mit à l'orgue et en joua en signe de fête. Et comme il arrivait à l'hospice tellement de nombreux dons de pain et de vin pour les malades, le frère Angiolo en distribuait aussi aux pauvres qui se pressaient à la porte du couvent Saint-Martin.

### Le Colisée

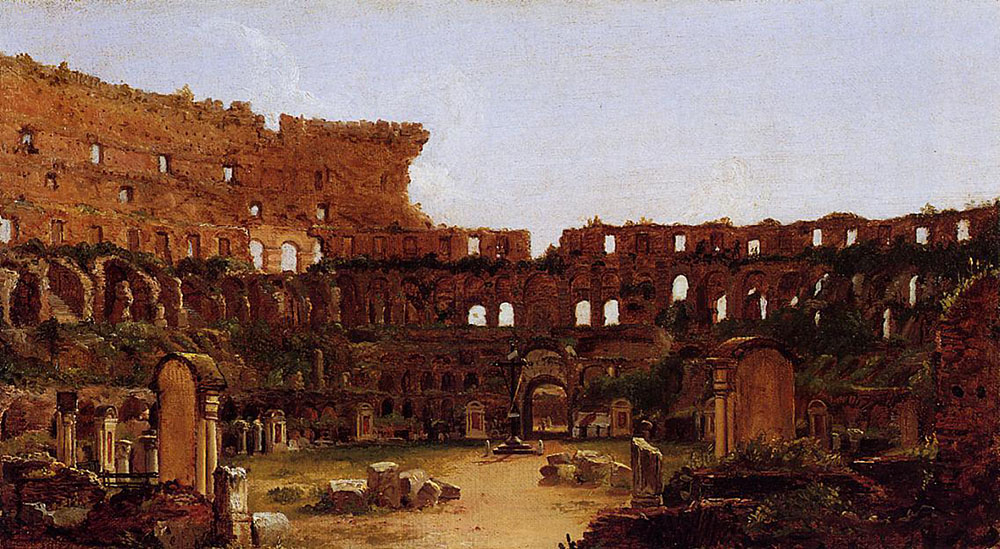
Intérieur du Colisée, Rome. Thomas Cole, 1832. Remarquer le chemin de croix autour de l'arène et la végétation intense (retirés à la fin du XIXe siècle)

Frère Angiolo, très blessé que le Colisée, qui avait été imprégné du sang des martyrs, fut abandonné et profané insista auprès du pape Clément XI pour faire œuvre de préservation. Celui-ci approuva le projet du moine. Le Carme, avec l'aide de quelques volontaires, se transforma en maçon et fit fermer les arcs avec des murs épais, et les portes avec de grosses traverses en fer. À l'intérieur, il érigea trois grosses croix de bois.

### Décès et béatification
Le père Angiolo, après une courte maladie, décède le 20 janvier 1720, entouré de toute la communauté.
Il fut enseveli dans la basilique Saint-Martin-aux-Monts qu'il avait desservie comme sacristain et organiste. Sur la pierre tombale de son sépulcre, on écrivit : "Père Angiolo Paoli, père des pauvres".
Le père Angiolo Paoli, « Frère Charité », « Père des pauvres », a été béatifié dans la basilique du Latran à Rome, le 25 avril 2010 par Benoît XVI.

## Citations
Le Père Paoli disait :
- « Celui qui maltraite les pauvres blesse Dieu; en effet, nous devons reconnaître dans les pauvres notre Seigneur bien-aimé et, de même que nous ne devons ni menacer ni frapper les grands de la terre mais au contraire les réprimander avec respect, de même nous ne devons pas mépriser les pauvres ou les malmener et les injurier ; il faut, au contraire, les corriger avec respect et charité »
- « Nous sommes tous égaux devant Dieu. Dans ce monde nous faisons des différences, mais, dans l'autre vie, c'est celui qui aura fait le plus de bien qui aura le plus de mérite pour Dieu. C'est parce que nous sommes tous les enfants d'un Père qui nous aime tellement que, réciproquement, nous devons l'aimer. Là où sont les pauvres, là aussi est Dieu. Celui qui cherche Dieu doit aller le trouver chez les pauvres. C'est dans la pauvreté et l'infirmité qu'on rencontre Dieu. »